# Артроскоп
Артроскоп (від грец. αρθρον + σκοπέο — суглоб + дивлюся) — спеціальний ендоскоп, який використовують для проведення внутрішньосуглобових маніпуляцій — артроскопії.